# Johann Ernst von Stentzsch
Johann Ernst von Stentzsch (geb. als Johann Ernst von Schweinichen); (* 6. April 1750 in Nieder Siegersdorf (Schlesien); † 13. Juli 1834 in Prittag) war ein preußischer Landrat.

## Leben
Johann Ernst von Stentzsch war der Sohn von Ernst Rudolph von Schweinichen (1695–1753) aus dem Haus Siegersdorf und dessen Ehefrau Sophia Elisabeth (1724–1794), geb. von Stoessel. Nach dem frühen Tod seines Vaters wurde er von Pflegeeltern aufgezogen. Am 13. Oktober 1773 wurde er mit behördlicher Genehmigung und eigenem Einverständnis vom kinderlos gebliebenen Landrat des Landkreises Grünberg, Maximilian Adolph von Stentzsch, adoptiert. Nach Annahme des neuen Namens Johann Ernst von Stentzsch, gab er sowohl seinen alten Nachnamen, als auch das Wappen derer von Schweinichen auf. 1785 übernahm er die Güter Prittag und Heidau aus einer Erbschaft und wandte sich wahrscheinlich der Landwirtschaft zu. Ferner fungierte er fortan als Kreisdeputierter. Am 6. Oktober 1790 wurde er mittels Ordre zum Nachfolger von Friedrich Gottlob von Kottwitz als Landrat des Landkreises Grünberg ernannt.

## Persönliches
Johann Ernst von Stentzsch war mit Johanna Helene (1753–1812), geb. von Bojanowsky auf Bojanow verheiratet.